# 베일리스

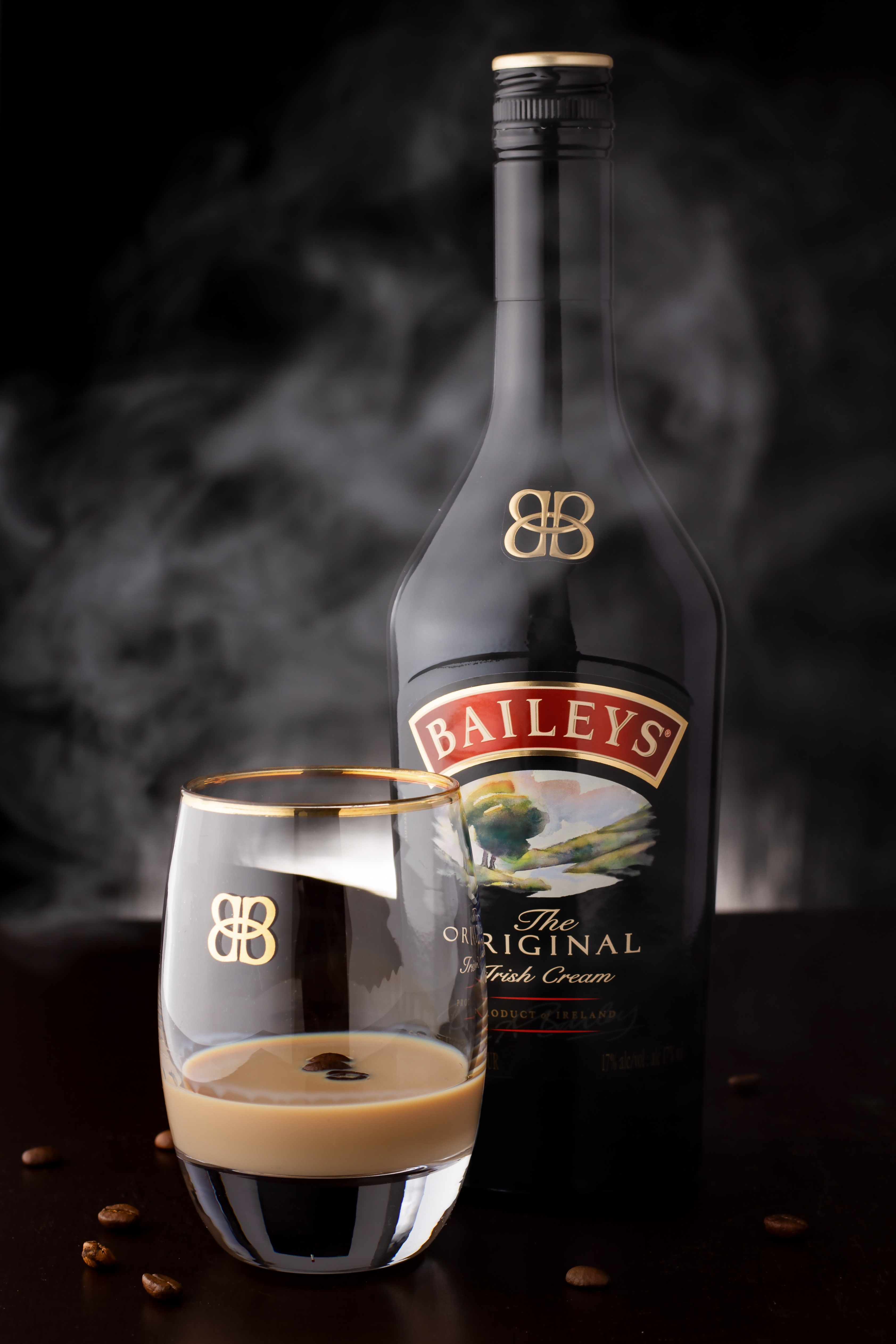
베일리스Bailey's 오리지널

베일리스(Bailey’s )는 1974년 아일랜드에서 개발된  도수 17%의 세계 판매량 1위의 리큐르다.   `리큐르`란  주정에 각종 첨가물을 넣어 만든 술을 말한다.

## 같이 보기
- 아이리시 커피